# Gąsiorowo (Legionowo)
Pour les articles homonymes, voir Gąsiorowo.
Gąsiorowo (prononciation : [ɡɔ̃ɕɔˈrɔvɔ]) est un village polonais de la gmina de Serock dans le powiat de Legionowo de la voïvodie de Mazovie dans le centre-est de la Pologne.

## Histoire
De 1975 à 1998, le village appartenait administrativement à la voïvodie de Varsovie.